# 10. Panzergrenadier-Division
 (octobre 2021).
Pour les articles homonymes, voir 10e division.
La 10. Panzergrenadier-Division ou « 10e Panzergrenadier-Division » (littéralement en français : la « 10e division blindée de grenadiers ») était une division d'infanterie mécanisée (en allemand : Panzergrenadier-Division) de l'Armée de terre allemande (la Heer), au sein de la Wehrmacht, pendant la Seconde Guerre mondiale.

## Création et évolution
Le 1er octobre 1934 la division est formée à Ragensburg sous le nom de code Kommandant von Ragensburg.
Le 15 octobre 1935, après le dévoilement au grand jour du programme de réarmement de l'Allemagne, la division prend le nom de 10. Infanterie-Division, .
Le 15 novembre 1940, la division devient motorisée et change de nom pour 10. Infanterie-Division (mot.).
Le 13 juin 1943, la division est transformée en unité blindée et change de nom pour 10. Panzergrenadier Division.
Au cours de l'été 1944, la division disparaît avec la 6e Armée en Roumanie, elle est reconstituée à partir d'éléments survivants en octobre 1944.

## Composition
| À la mobilisation, en 1939, la 10e division d'infanterie se composait de : - Grenadier Regiment motorisé 20 - Grenadier Regiment motorisé 41 - Panzer Aufklärungs Abteilung 110 (Groupe de reconnaissance) - Panzer Abteilung 7 (Bataillon de chars) - Panzerjäger Abteilung 10 (Groupe de chasseurs de chars) - Artillerie Regiment motorisé 10 - Flak Artillerie Abteilung 275 (Groupe de Flak) | Le 13 juin 1943, la 10e Panzergrenadier Division se composait de : - Grenadier Regiment 20 - Grenadier Regiment 41 - Panzer Aufklärungs Abteilung 110 - Panzer Abteilung 7 - Panzerjäger Abteilung 10 - Artillerie Regiment 10 - Heeres-Flak-Artillerie Abteilung 275 |

## Théâtres d'opérations
[réf. à confirmer]
- 1939 : Campagne de Pologne,
- 1940 : Campagne de France,
- 1941 : Opération Barbarossa
- 1941 : Bataille de Smolensk avec le Heeresgruppe Mitte
- 1941 : Bataille de Moscou
- 1942 : Combats de la poche de Demiansk
- 1943 : Elle devient la 10. Panzergrenadier Division et rejoint le Heeresgruppe Sud.
- 1943 : Poltava et Krementchoug
- 1944 : Combats en Bessarabie
- Été 1944 : À la suite de la défection de la Roumanie, la 6e Armée Allemande disparaît dont fait partie la 10. Panzergrenadier Division.
- Octobre 1944 : Sous les ordres de l'Oberst Viess la division se reconstitue, dans le secteur de Cracovie en Pologne, à partir des éléments survivants.
- Début 1945 : Très durs combats sur la Vistule, la Division est désormais réduite à un Kampfgruppe.
- Mai 1945 : Les survivants sont capturés par l'Armée rouge en Bohème.